# KrAZ-214
Der KrAZ-214 (ukrainisch КрАЗ-214) war ein sowjetischer Lastkraftwagen (6×6) des Herstellers KrAZ aus Krementschuk in der Ukraine. Dieser Lkw-Typ wurde und wird in vielen Ländern des ehemaligen Ostblocks und der heutigen GUS eingesetzt. Weite Verbreitung fand das LKW-Modell als Basis des Schnellbrückensystems TMM.

## Beschreibung

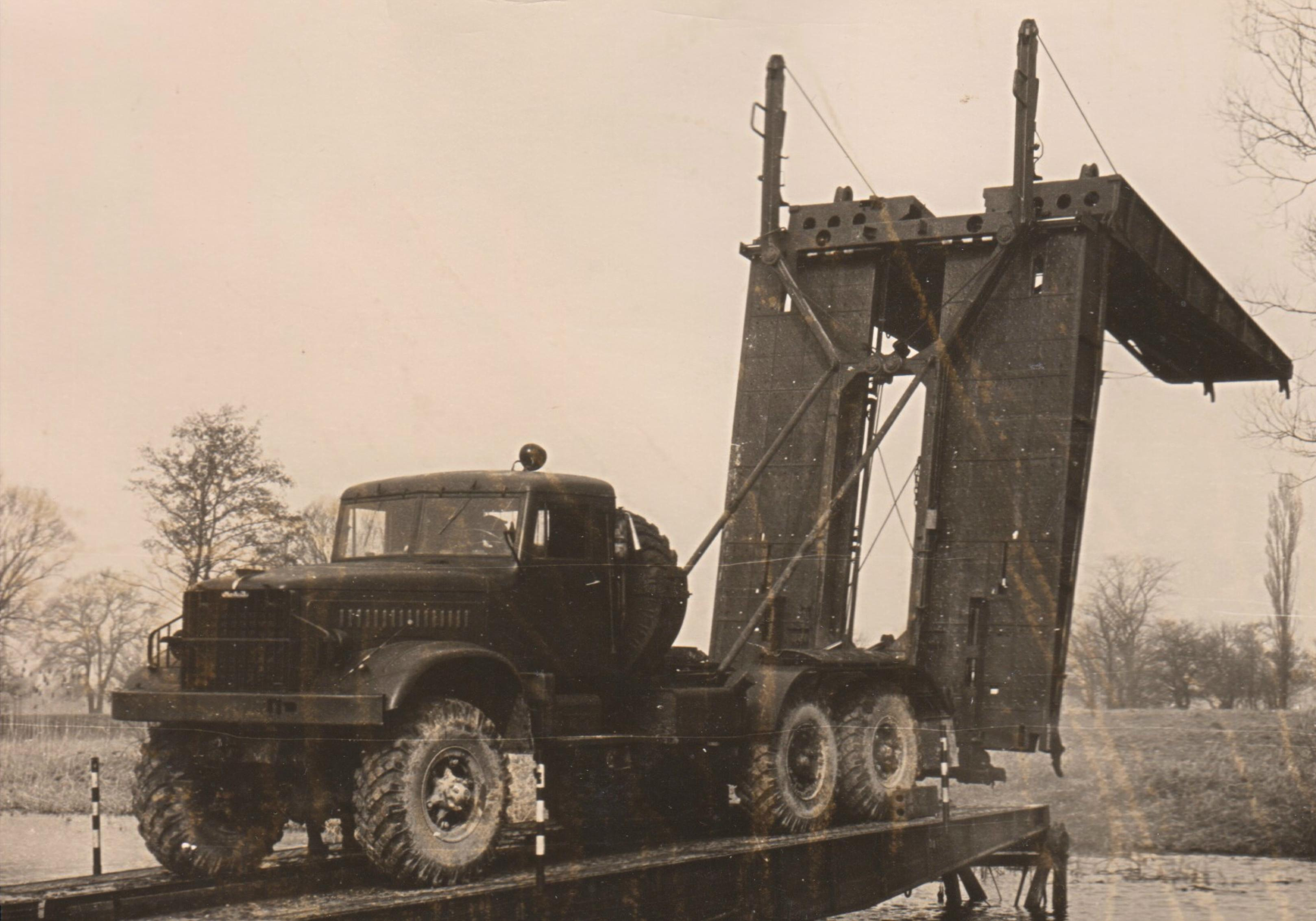
KrAZ-214 als Brückenleger (TMM) bei der NVA in Pirna (1967)

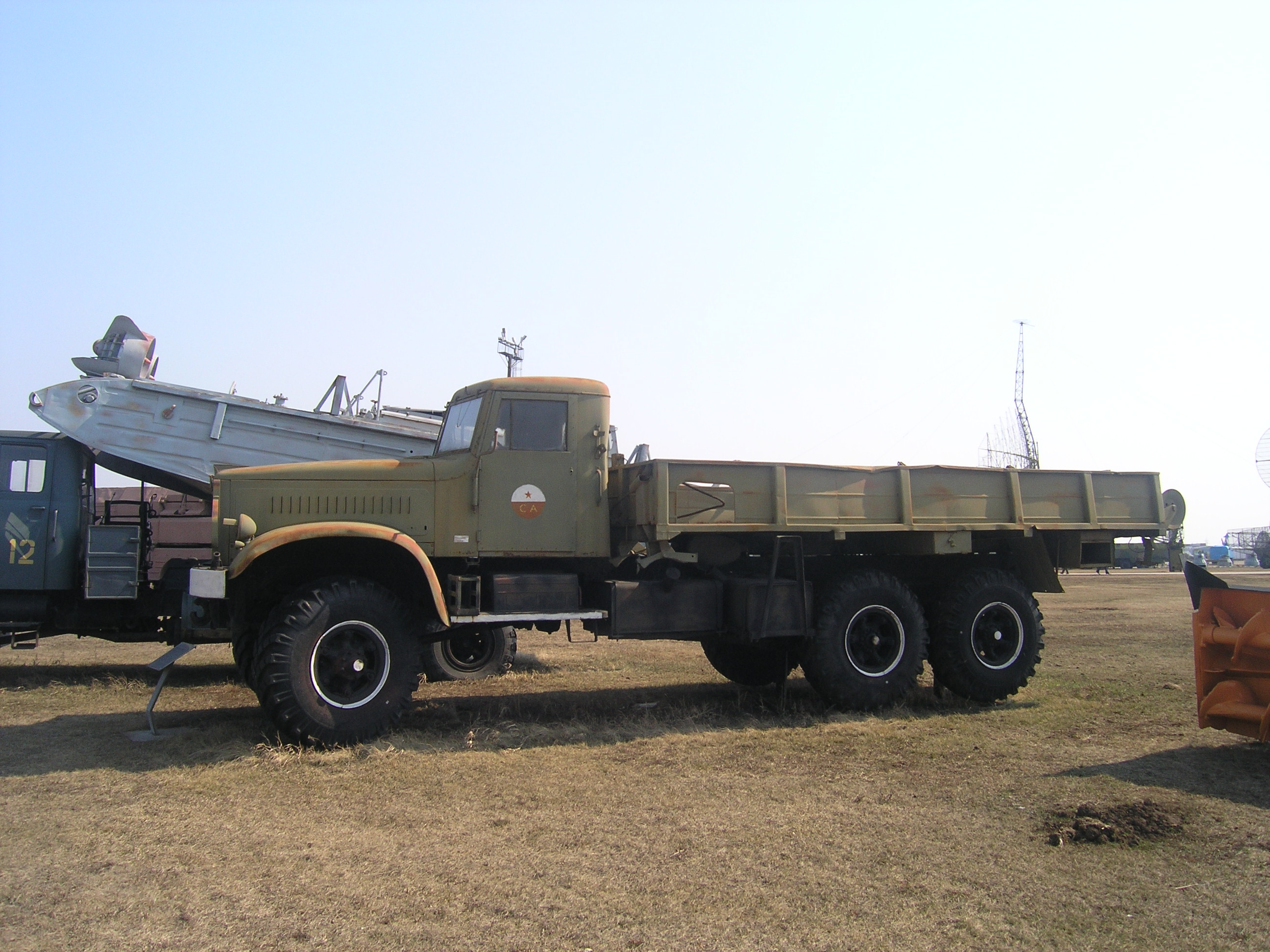
KrAZ-214 als Pritschenfahrzeug in einem technischen Museum in Russland (2010)

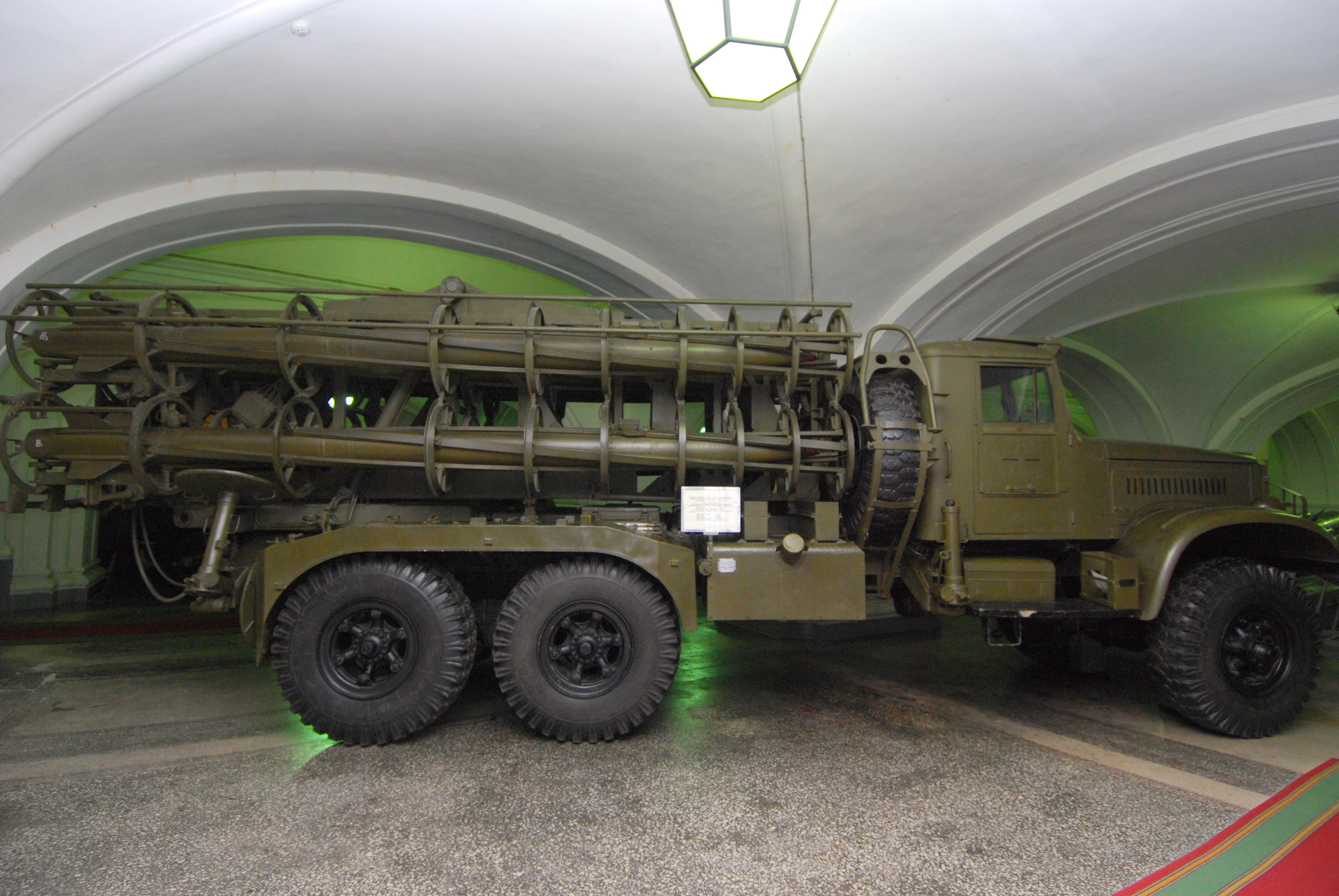
KrAZ-214 als Trägerfahrzeug des Raketenwerfers BM-25 in einem russischen Museum (2010)

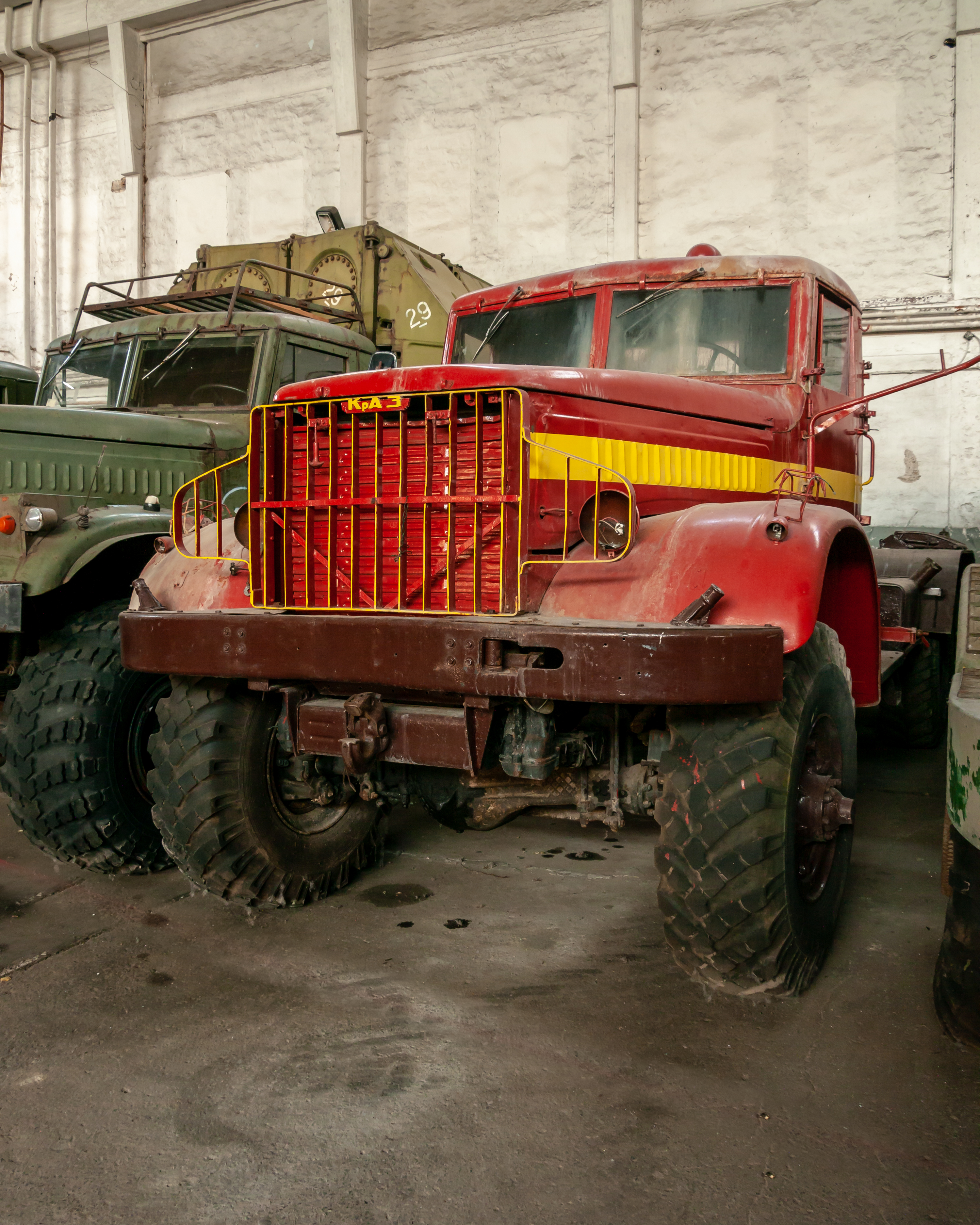
KrAZ-214 in Technik-Museum Pütnitz (2018)

Bereits seit 1956/57 war der LKW unter der Bezeichnung JaAZ-214 im Jaroslawski Awtomobilny Sawod produziert worden. 1959 wurde die Fahrzeugproduktion nach 1265 Einheiten von JaAZ endgültig zu KrAZ ausgelagert. Damit einhergehend entfiel der Jaroslawler Bär als Kühlerfigur. Ab 1959 produzierte KrAZ außerdem eine Variante ohne Allradantrieb, den KrAZ-219, der auch zivil häufig zum Einsatz kam. 1963 gab es eine überarbeitete Version, die als KrAZ-214B bezeichnet wurde. Nachfolger wurde für die Modelle mit Allradantrieb im Jahr 1967 der KrAZ-255.
Der KrAZ-214 war mit einem Sechszylinder-Zweitakt-Dieselmotor des Typs JaAZ-M206B ausgestattet, der mit einem Hubraum von 6970 cm³ eine Leistung von 205 PS (151 kW) erbrachte. Es handelt sich bei dem Motor um eine Lizenzproduktion des Reihensechszylinders aus der Detroit-Diesel-Series-71, die im Rahmen des Leih- und Pachtgesetzes mit den USA im Zweiten Weltkrieg in die UdSSR kam.
Der KrAZ-214 war als Pontonträger, Muldenkipper, Ladefahrzeug, Selbstlader mit Flugabwehrraketen, Tank- und Kranwagen oder mit Trägerbrücken im Einsatz. Aufgrund der hohen Anhängelast von 50.000 kg auf befestigten Straßen wurden die Lkw vom Militär auch als Zugmaschinen für schwere Lasten genutzt.
Der KrAZ-214 hatte schmalere Räder als der Nachfolger (Dimension 15.00–20 auf allen Achsen). Die Lenkhilfe war sehr ungenau, da sie nicht wie bei heutigen Lastkraftwagen hydraulisch, sondern luftunterstützt (pneumatisch) arbeitete. Sie wurde wegen der stark „wackelnden“ Vorderräder deshalb oft als defekte Lenkung missverstanden.

## Technische Daten
Die nachfolgenden technischen Daten beziehen sich auf Pritschenfahrzeuge der ersten Generation (KrAZ-214) mit Baujahr 1960.
- Motor: Reihen-Sechszylinder-Zweitakt-Dieselmotor
- Motortyp: JaAZ-M206B
- Hubraum: 6970 cm³
  - Bohrung: 108 mm
  - Hub: 127 mm
- Leistung: 151 kW (205 PS) bei 2000 min−1
- Drehmoment: 686 Nm bei 1200–1400 min−1
- Kühlsystem: Wasserkühlung, Pumpenumlauf
- Antriebsformel: 6 × 6
- Zündfolge: 1–5–3–6–2–4
- Ventilspiel: Auslass 0,25…0,30 mm
- Verdichtungsverhältnis: 17: 1
- Verbrauch: 70 l auf 100 km bei voller Beladung auf Straße, ohne Anhänger
- Masse-Leistung-Verhältnis: 94 kg/PS
- Kupplung: Einscheibentrockenkupplung
- Wechselgetriebe: 5 Gänge, teilsynchronisiert (2. bis 5. Gang)
- Verteilergetriebe: 2 Gänge, unsynchronisiert
- Höchstgeschwindigkeit: 55 km/h
- Bereifung: 15.00–20
- Reifendruck: vorn 2,8 bar, hinten 3,2 bar
- Differentialsperre: Längssperre im Verteilergetriebe
- Seilwinde: Zugkraft 120 kN, Seillänge 55 m
- Bordspannung: 12 V (Pluspol an Masse)
- Batterie: 4 × 12 V, 128 Ah
- Lichtmaschine: 12 V, 500 W
- Anlasser: 24 V, 11 PS
- Kraftstoffbehälter: 2×225 l, gesamt 450 l

Maße und Gewichte
- Länge: 8530 mm
- Breite: 2700 mm
- Höhe über Kabine/Ladefläche: 2880/3170 mm
- Ladefläche, lichte Innenmaße (L×B×H): 4500 × 2490 × 1500 mm
- Bordwandhöhe: 355/950 mm
- Bodenfreiheit: 360 mm
- Bauchfreiheit: 250 mm
- Überhangwinkel vorn: 52°
- Überhangwinkel hinten: 35°
- Sitzplätze im Fahrerhaus: 3
- Sitzplätze auf der Pritsche: 18
- Spurweite (alle Achsen): 2030 mm
- Radstand: 4600 + 1400 mm
- Leergewicht: 12.300 kg
- Nutzlast: 7000 kg
- zulässiges Gesamtgewicht: 19.570 kg
- Anhängelast Straße: 50.000 kg
- Anhängelast Gelände: 10.000 kg
- Wattiefe: 1000 mm
- Steigfähigkeit: 30°
- Kletterfähigkeit: 800 mm
- Wendekreis: 28 m (Durchmesser, gemessen am Kotflügel)
- Spezifischer Bodendruck: 3,5 kg/cm²